# Czarni Lwów

Logo von Czarni Lwów

Czarni Lwów war ein polnischer Sport- und Fußballverein aus der heute zur Ukraine gehörenden Stadt Lwiw (polnisch Lwów, deutsch Lemberg).

## Geschichte
Vor Beginn des Schuljahres im August 1903 gründeten Schüler der Lemberger Realschule den Sportverein „Sława“. Im Jahre 1905 änderte man den Vereinsnamen in „Czarni“. 1919 war Czarni Lwów eines der Gründungsmitglieder des polnischen Fußballverbandes PZPN. Außer im Fußball war der Verein auch im Eishockey erfolgreich. Er existierte bis zu seiner Auflösung nach dem Einmarsch sowjetischer Truppen im September 1939.

## Erfolge

### Fußball
- 8. Platz in der Ekstraklasa – Saison 1928
- 7 Spielzeiten in der Ekstraklasa – letzte Saison 1933

### Eishockey
- 1934 Polnischer Vizemeister
- 1935 Polnischer Meister